# Laura Bretan
Laura Bretan (Chicago, 7 aprile 2002) è una cantante e soprano statunitense naturalizzata rumena.

## Biografia
Nata a Chicago, Illinois da genitori rumeni, inizia a cantare, istruita dalla madre, all'età di quattro anni nel coro della chiesa.
Nel 2016 partecipa e vince al Romania's Got Talent, partecipando poco dopo alle audizioni per l'undicesima stagione di America's Got Talent, presentandosi con Nessun Dorma, aria tratta dalla Turandot di Giacomo Puccini. Ottenuta l'ovazione dei giudici (Simon Cowell, Heidi Klum, Melanie Brown e Howie Mandel) riceve il golden buzzer da Melanie Brown e raggiunge direttamente i quarti di finale. Superati i quarti e le semifinali, raggiunge la finale piazzandosi al 6º posto con O mio babbino caro.
Nel 2019 prende parte alla ventitreesima edizione della Selecția Națională, il metodo di selezione nazionale rumeno per l'Eurovision Song Contest, raggiungendo il 2º posto con la canzone Dear Father.

## Discografia

### Singoli
- 2019 - Dear Father